# Gaetano Pini-Corsi
Gaetano Pini-Corsi (né le 25 février 1865 à Zadar, alors en Autriche, mort le 16 décembre 1935 à Milan) est un ténor italien.
C'est le frère du baryton Antonio Pini-Corsi (it). Il crée le rôle de l'entremetteur Goro dans Madame Butterfly à la Scala en 1904.
Il débute en 1885 à Naples dans Linda di Chamounix.